# Servei d'Evacuació de Refugiats Espanyols
El Servei d'Evacuació dels Refugiats Espanyols (SERE) fou l'organisme primogènit d'auxili als republicans exiliats a causa de la guerra civil espanyola creat el febrer de 1939 i adscrit a la direcció de Juan Negrín (poc després se crearia la JARE: Junta d'Auxili als Republicans Espanyols). Pilar Lubián Clemente, secretària del ministre Francisco Méndez Aspe, fou la tresorera i una de les responsables d'administrar els recursos econòmics de l'exili.
En representació del SERE a Mèxic es va crear el Comitè Tècnic d'Ajuda als Refugiats Espanyols (CTARE) encapçalat pel doctor José Puche Álvarez l'objectiu del qual seria rebre, allotjar, proporcionar auxili i distribuir els immigrants pel territori mexicà. El SERE fou el responsable d'algunes de les expedicions de refugiats cap a Amèrica més conegudes: a bord del vaixell Sinaia (Seta 25/05/1939-Veracruz 13/06/1939; 1599 refugiats), l’Ipanema i el Mexique. Es calcula en prop de 6000 refugiats arribats als Estats Units Mexicans de la mà del SERE. Suposadament exhaurits els seus recursos el CTARE va demanar auxili econòmic a la Delegació (mexicana) de la JARE, presidida per Indalecio Prieto, per a atendre les necessitats econòmiques requerides per a fer front al desembarcament dels aproximadament 600 passatgers del vaixell Cuba. El CTARE també va suspendre els seus serveis d'albergs i menjadors de Mèxic el juliol de 1940. Totes les gestions de la JARE encaminades a fer possible embarcaments col·lectius de refugiats espanyols, ja sigui des de França o des del nord d'Àfrica, resultaren infructuoses si bé el 1941 aconseguí fer efectiu el viatge del vaixell portuguès Quanza que des de Casablanca transportà prop de 400 refugiats i el març de 1942 el vaixell Nyassa dugué 800 passatgers.
A tots aquests vaixells cal citar-ne també el viatge del Winnipeg gestionat per Pablo Neruda que va entrar al port de Valparaíso (Xile) el 3 de setembre de 1939 amb prop de 2500 passatgers.
Els arxius del CTARE es troben des de 1981 a l'Arxiu Històric de l'Institut Nacional d'Antropologia i Història a Mèxic. Per altra banda els arxius de Juan Negrín es troben sota custòdia de la seva neta, Carme Negrín, a París.